# 中國財務局
中國財務局（日语：／ Chūgoku zaimukyoku */?）是日本廣島縣廣島市中區的財務省地方支分部局。下轄廣島縣等5縣。

## 所轄財務事務所和出張所
- 中國財務局本局
  - 吳出張所
  - 鳥取財務事務所
  - 松江財務事務所
  - 岡山財務事務所
    - 倉敷出張所

  - 山口財務事務所
    - 下關出張所

## 外部連結
- 財務省中国財務局（页面存档备份，存于）